# Ray Bolger
Ray Bolger, pseudonimo di Raymond Wallace Bolger (Boston, 10 gennaio 1904 – Los Angeles, 15 gennaio 1987), è stato un attore, ballerino e showman statunitense.

## Biografia

### Primi anni
Proveniente da una famiglia cattolica, suo padre James Edward Bulcao era un immigrato di origine portoghese e di professione imbianchino, mentre la madre Anne Wallace era una casalinga di origine irlandese.
Bolger trascorse l'infanzia nel quartiere irlandese di Dorchester (Massachusetts), rimanendo profondamente colpito fin dai primi anni di vita dagli attori del vaudeville. Questa passione lo portò a considerare l'ipotesi di diventare egli stesso un uomo di spettacolo.

### Carriera
Cominciò la sua carriera come ballerino, ricoprendo piccoli ruoli da comparsa nei corpi di ballo locali. Grazie al suo talento naturale per la danza e alle sue doti acrobatiche, valorizzate dal suo corpo snodabile, riuscì in breve a guadagnare fama fino ad arrivare a recitare anche nei teatri di Broadway nei primi anni trenta.
Nel 1936 la MGM lo mise sotto contratto come attore cinematografico, intuendo le sue potenzialità; quello stesso anno recitò da protagonista nel film Il paradiso delle fanciulle, ottenendo fama e buone critiche. Dopo alcune produzione minori prese parte al film per cui ancora oggi è maggiormente ricordato: Il mago di Oz (1939), nel quale impersonò uno spaventapasseri simpatico. Nella prima metà degli anni quaranta passò alla RKO.
Negli anni successivi prese parte ad altre produzioni cinematografiche e teatrali e con la diffusione della televisione fu chiamato anche a condurre programmi.

## Morte
Bolger morì a Los Angeles il 15 gennaio 1987 a causa di un tumore alla vescica, a 83 anni. Fu seppellito presso l'Holy Cross Cemetery di Culver City.

## Vita privata

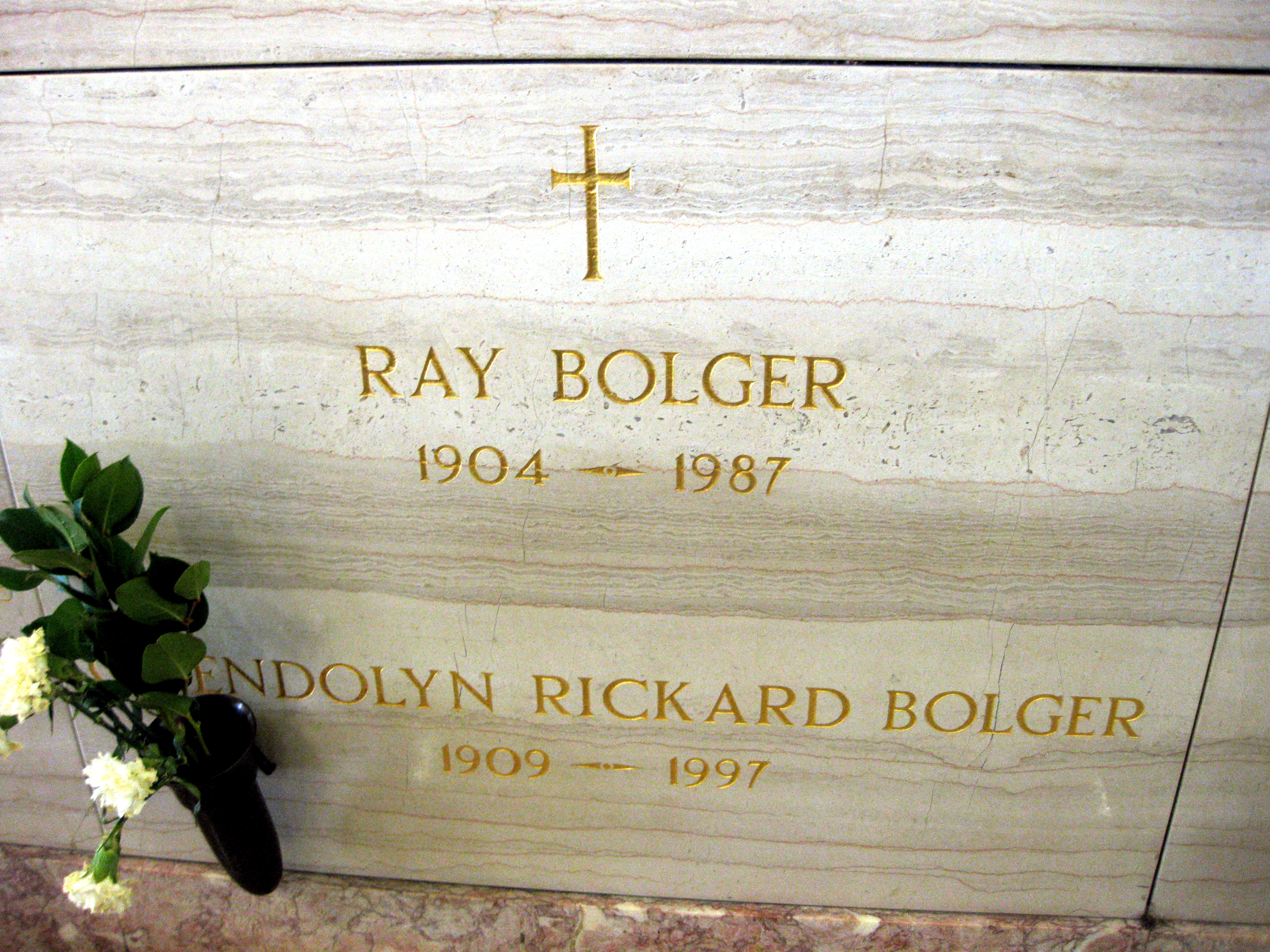
Lapide di Ray Bolger e di Gwendolyn Rickard

Di fede cattolica, Bolger fu sposato dal 1929 fino alla morte con Gwendolyn Rickard, dalla quale non ebbe figli.

## Filmografia

### Cinema
- Il paradiso delle fanciulle (The Great Ziegfeld), regia di Robert Z. Leonard (1936)
- Rosalie, regia di W. S. Van Dyke (1937)
- Bisticci d'amore (Sweethearts), regia di W.S. Van Dyke (1938)
- Il mago di Oz (The Wizard of Oz), regia di Victor Fleming (1939)
- La taverna delle stelle (Stage Door Canteen), regia di Frank Borzage (1943)
- Le ragazze di Harvey (The Harvey Girls), regia di George Sidney (1946)
- La vita a passo di danza (Look for the Silver Lining), regia di David Butler (1949)
- L'ultima zia di Carlo (Where's Charley?), regia di David Butler (1952)
- Aprile a Parigi (April in Paris), regia di David Butler (1952)
- Babes in Toyland, regia di Jack Donohue (1961)
- Noi due soli (Just You and Me, Kid), regia di Leonard Stern (1979)
- Uno strano caso di omicidio (The Runner Stumbles), regia di Stanley Kramer (1979)
- Annie, regia di John Huston (1982)

### Televisione
- General Electric Theater – serie TV, episodi 7x12-8x15 (1958-1959)
- Capitani e Re (Captains and the Kings) – miniserie TV, un episodio (1976)
- Love Boat (The Love Boat) – serie TV, 2 episodi (1977-1979)
- Fantasilandia (Fantasy Island) – serie TV, 2 episodi (1978-1982)
- La casa nella prateria (Little House on the Prairie) – serie TV, episodi 5x05-5x17 (1979)
- Il mio amico Arnold (Diff'rent Strokes) – serie TV, episodio 7x01 (1984)

## Doppiatori italiani
Nelle versioni in italiano delle opere in cui ha recitato, Ray Bolger è stato doppiato da:
- Stefano Sibaldi ne Il mago di Oz (ed. 1949, dialoghi), Aprile a Parigi
- Giorgio Piazza in Uno strano caso di omicidio, Capitani e Re
- Gualtiero De Angelis ne Il paradiso delle fanciulle
- Virgilio Savona ne Il mago di Oz (ed. 1949, canzoni)
- Paolo Stoppa ne Le ragazze di Harvey
- Gigi Reder in Love Boat (ep. 1x07)
- Manlio Guardabassi in Love Boat (ep. 2x17)
- Eugenio Marinelli ne Il mago di Oz (ed. 1980)
- Silvano Piccardi ne Il mago di Oz (ed. 1985)